# Lyndon, Kansas
Lyndon là một thành phố thuộc quận Osage, tiểu bang Kansas, Hoa Kỳ. Năm 2010, dân số của xã này là 1052 người.